# مقروبات (المهرة)

تعديل مصدري - تعديل

مقروبات هي إحدى قرى مديرية المسيلة التابعة لمحافظة المهرة، بلغ تعداد سكانها 97 نسمة حسب تعداد اليمن لعام 2004.